# Macromotettix wuliangshana
Macromotettix wuliangshana är en insektsart som beskrevs av Zheng, Z. och X. Ou 2003. Macromotettix wuliangshana ingår i släktet Macromotettix och familjen torngräshoppor. Inga underarter finns listade i Catalogue of Life.